# 山口淨秀
山口 淨秀（やまぐち じょうしゅう、1949年〈昭和24年〉3月 - ）は、富山県出身の元陸上自衛官。防衛大学校本科第17期卒業。第2普通科連隊長時代に発生したナホトカ号重油流出事故災害派遣に際し、部隊指揮官として陣頭指揮を執った経歴を持ち、2007年3月に新編された中央即応集団の初代司令官を務めた。

## 略歴
- 1973年（昭和48年）3月：陸上自衛隊入隊
- 1984年（昭和59年）7月：3等陸佐
- 1987年（昭和62年）7月：2等陸佐、陸上幕僚監部装備部装備計画課
- 1991年（平成03年）4月：1等陸佐に昇任、ユーゴスラビア防衛駐在官
- 1994年（平成06年）8月：陸上幕僚監部教育訓練部教育課学校第1班長
- 1995年（平成07年）6月30日：陸上幕僚監部防衛部運用課国際協力室長
- 1996年（平成08年）7月1日：第2普通科連隊長兼高田駐屯地司令に就任
- 1998年（平成10年）7月1日：陸上幕僚監部人事部厚生課長
- 2000年（平成12年）6月30日：陸将補に昇任、西部方面総監部幕僚副長
- 2002年（平成14年）3月22日：第18代 第1混成団長兼那覇駐屯地司令に就任
- 2003年（平成15年）12月5日：陸上幕僚監部監察官に就任[1]
- 2005年（平成17年）1月12日：第3代 第12旅団長に就任[1]
- 2006年（平成18年）3月27日：陸将に昇任、西部方面総監部幕僚長に就任[1]
- 2007年（平成19年）3月28日：初代 中央即応集団司令官に就任[1]
- 2008年（平成20年）
  - 8月1日：退官[1]
  - 10月1日：日油株式会社顧問に就任[1]